# Philippe de Lannoy (1866-1937)

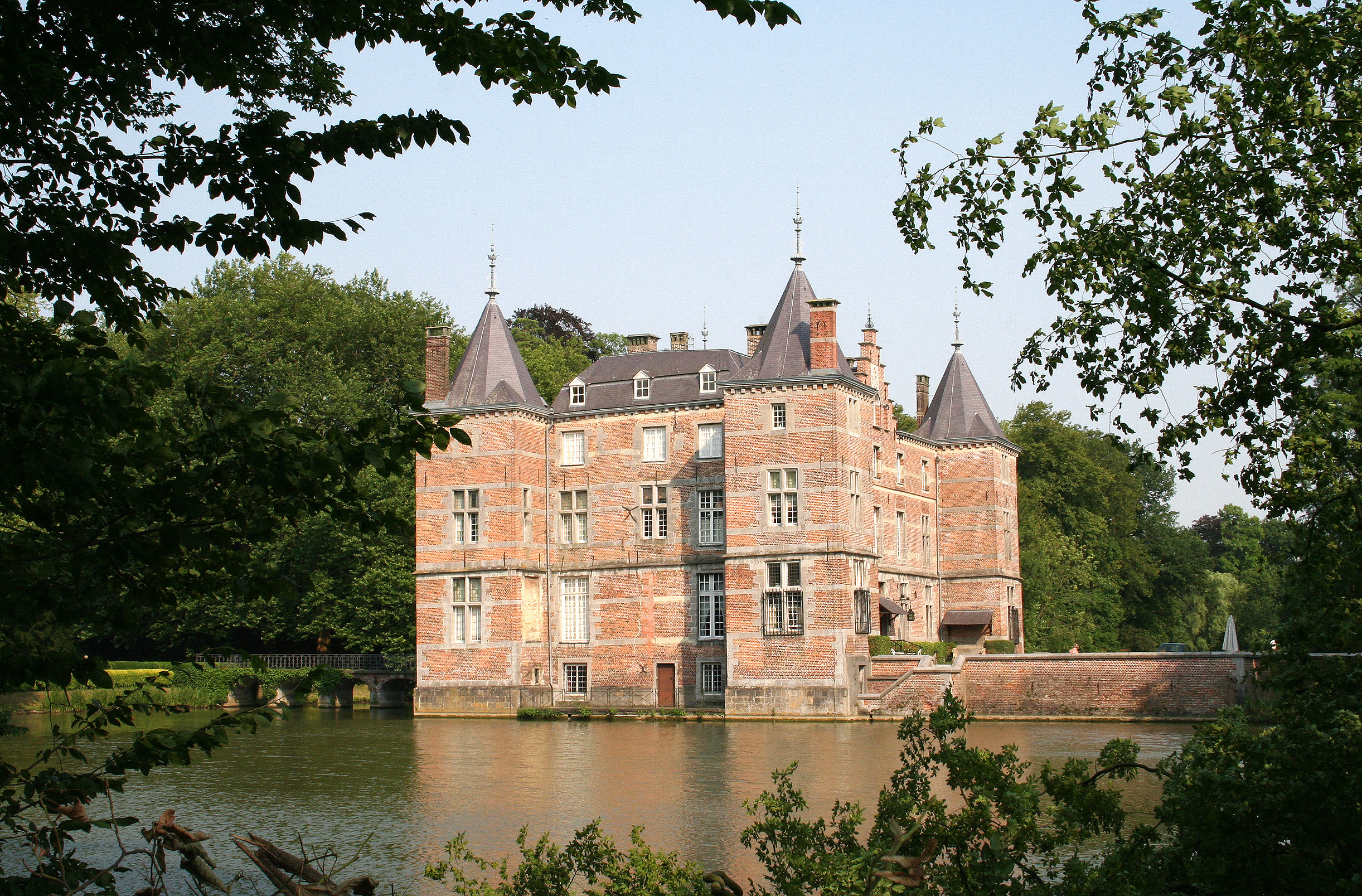
Het kasteel van Anvaing

Philippe Marie Joseph François Allain graaf de Lannoy (Brussel, 23 april 1866 - Kasteel van Anvaing, 9 maart 1937) was een hofdignitaris en lokaal politicus.
Hij was de oudste zoon van graaf Charles de Lannoy (1828-1901), burgemeester van Anvaing, en Emma du Parc (1843-1902). Hij trouwde op 22 juni 1897 met jkvr. Rosalie de Beeckman (1877-1963). Ze kregen 5 kinderen. Op 15 juli 1921 trouwde zijn oudste zoon, graaf Paul (1898-1980), ook burgemeester van Anvaing, met H.H. prinses Béatrix de Ligne (1898-1982); zij zijn de grootouders van gravin Stéphanie de Lannoy, de echtgenote van prins Willem, erfgroothertog van Luxemburg.
Graaf de Lannoy was grootmeester van het huis van koningin Elisabeth en hofmaarschalk van koning Albert I van België (1929-1934). In 1934 overleed koning Albert onverwacht in Marche-Les-Dames, en moest de grootmaarschalk de nodige plechtigheden organiseren. Zoals gebruikelijk bood hij zijn ontslag aan bij prins Leopold, die het aanvaardde. Koningin Elisabeth verzocht de graaf om haar grootmeester te worden, hetgeen hij deed.
Hij was burgemeester van Anvaing, waar het familiekasteel van het huis de Lannoy staat. Hij overleed in het kasteel in 1937. Drie jaar later vond in het ouderlijk kasteel een historische gebeurtenis plaats. De Führer dwong België tot overgave; deze werd in het kasteel van de familie de Lannoy ondertekend door Generaal-majoor Jules Derousseaux ten overstaan van het Duitse legercommando.

## Eretekens
- België: Grootkruis Kroonorde, België
- België: Groot Officier Leopoldsorde, België
- Grootkruis van Eer en Devotie Soevereine en Militaire Orde van Malta
- Verenigd Koninkrijk: Grootkruis Koninklijke Orde van Victoria, Groot-Brittannië
- Orde van Sint-Gregorius de Grote, Vaticaan
- Spanje: Orde van Isabella de Katholieke, Spanje
- Denemarken: Orde van de Dannebrog, Denemarken
- Zweden: Orde van de Poolster, Zweden
- Frankrijk: Legioen van Eer, Frankrijk
- Orde van Christus, Vaticaan
- Orde van de Kroon, Joegoslavië
- Orde van de Eikenkroon, Luxemburg